# Сецемин (гмина)
Сецемин (пол. Secemin) — сельская гмина (волость) в Польше, входит как административная единица в Влощовский повет, Свентокшиское воеводство. Население — 5493 человека (на 2004 год).

## Демография
| Перепись                       | Всего   | Всего | Женщины | Женщины | Мужчины | Мужчины |
| ------------------------------ | ------- | ----- | ------- | ------- | ------- | ------- |
| Единицы                        | человек | %     | человек | %       | человек | %       |
| Население                      | 5307    | 100   | 2698    | 50,8    | 2609    | 49,2    |
| Плотность населения (чел./км²) | 32,3    | 32,3  | 16,4    | 16,4    | 15,9    | 15,9    |

## Соседние гмины
1. Гмина Конецполь
2. Гмина Радкув
3. Гмина Щекоцины
4. Гмина Влощова